# Трибунал Римської Роти

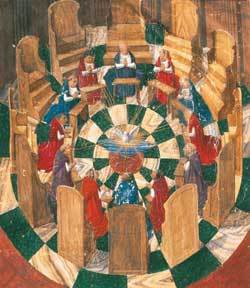
Трибунал Священної Римської Роти названий на честь круглої кімнати, де він уперше зібрався.

Апо́стольський Трибуна́л Ри́мської Ро́ти (лат. Tribunal Apostolicum Rotae Romanae), протягом століть також називався Свяще́нна Ри́мська Ро́та, є вищим апеляційним трибуналом Римо-Католицької Церкви, відносно більшості її членів латинського обряду і кількох східних католицьких Церков і другий вищий церковний суд, що його заснував Святий Престол. Римо-Католицька Церква має завершену юридичну систему, яка є найстарішою юридичною системою що використовується сьогодні. Суд названий Рота (колесо) тому що судді, які називалися аудиторами, початково зустрічались у круглій кімнаті, щоби слухати справи.

## Структура
Папа Римський призначає аудиторів Римської Роти й визначає одного з них деканом, яким від 22 вересня 2012 року є Преподобнійший монсеньйор Піо Віто Пінто. Рота випускає свої декрети й пропозиції латинською мовою. Рота ухвалює рішення в справах у секції (що називається Turnus) із трьох аудиторів, або більше, залежно від складності питання, яку призначає декан Трибуналу, хоча, інколи велика кількість аудиторів призначається на приватну справу. Аудиторами Роти призначаються найкращі церковні судді, що служать у різних дієцезіях по всьому світі.

## Обов'язки
Трибунал Римської Роти, виконує функцію апеляційного трибуналу третьої інстанції, звичайно розглядає рішення нижчих судів, якщо початковий суд (перша інстанція) і перший апеляційний суд (друга інстанція) не домовляться про результат справи. І все ж, будь-які сторони початкового рішення перед судом Латинської Церкви (а також деяких Східних Церков) мають право звертатися з проханням до другої апеляційної інстанції безпосередньо до Трибуналу Римської Роти. З-поміж усіх справ, що їх розглядає Трибунал, переважають прохання про винесення декрету про анулювання. Хоча Трибунал має юрисдикцію розглядати будь-який тип судових й адміністративних справ у будь-якій царині канонічного права. У певних випадках, Трибунал Римської Роти має ексклюзивну оригінальну, зокрема в будь-якій суперечливій справі, де єпископ Латинської Церкви є відповідачем. Якщо до справи ще можна звернутися після рішення Трибуналу Римської Роти, апеляція спрямовується в різні Turnus, або експертну комісію Трибуналу Римської Роти.
Трибунал Римської Роти є вищим апеляційним судом, але він не є вищим або верховним судом. Судові рішення Трибуналу Римської Роти може, проте з великими труднощами, скасувати Найвищий Трибунал Апостольської Сигнатури. Проте, юридична процедура або процес, що використовують судді Трибуналу Римської Роти, справ не по суті питання, перебувають на суді перед Трибуналом Апостольської Сигнатури: Трибунал Апостольської Сигнатури єдиний компетентний, що дає згоду позивачеві на новий судовий розгляд, що буде проведений перед новим Turnus Трибуналу Римської Роти, якщо Трибунал Римської Роти знайшов помилку якої припустилися в процедурі («de procedendo»).

## Аудитори Трибуналу Римської Роти
Чинні аудитори Трибуналу Римської Роти, з їх датами призначення від Папи Римського:
| - Найдостойнійший монсеньйор Піо Віто Пінто (Декан) (25 березня 1995); - Найдостойнійший монсеньйор Кеннет Боккафола (3 квітня 1986); - Найдостойнійший монсеньйор Йозеф Хубер (2 грудня 1992); - Найдостойнійший монсеньйор Джованні Баттіста Де Філіппі (20 грудня 1993); - Найдостойнійший монсеньйор Робер М. Сабле (6 червня 1993); - Найдостойнійший монсеньйор Еджидіо Турнатурі (9 червня 1993) — голова Дисциплінарної Комісії губернаторства держави-міста Ватикану; - Найдостойнійший монсеньйор Моріс Моньє (9 січня 1995); - Найдостойнійший монсеньйор Ханна Алван (4 березня 1996); - Найдостойнійший монсеньйор Джордано Каберлетті (12 листопада 1996); - Найдостойнійший монсеньйор Анджело Бруно Боттоне (4 листопада 1997); - Найдостойнійший монсеньйор Гжегож Ерлебах (4 листопада 1997); - Найдостойнійший монсеньйор Жаєр Феррейра Пена (8 лютого 1999); - Найдостойнійший монсеньйор Джузеппе Шачча (25 березня 1999); - Найдостойнійший монсеньйор Джованні Верджінеллі (28 березня 2000); | - Найдостойнійший монсеньйор Агостіно Де Анджеліс (23 квітня 2001); - Найдостойнійший монсеньйор Джерард Маккей (8 червня 2004); - Найдостойнійший монсеньйор Абду Яакуб (15 листопада 2004); - Найдостойнійший монсеньйор Мішель Хав'є Лео Арокіарай (25 квітня 2007); - Найдостойнійший монсеньйор Алехандро Арельяно Седільо (25 квітня 2007); - Найдостойнійший монсеньйор Септіміо Марончеллі, OFM (11 серпня 2010); - Найдостойнійший монсеньйор Джованні Ваккаротто (11 серпня 2010); - Священник Давид Марія А. Яегер, OFM (9 травня 2011); - Найдостойнійший монсеньйор Феліпе Ередіа Естебан (4 жовтня 2011); - Найдостойнійший монсеньйор Віто Анджело Тодіско (4 жовтня 2011); - Найдостойнійший монсеньйор Давіде Сальваторі (30 грудня 2011); - Священник Маркус Грауліх (30 грудня 2011); - Найдостойнійший монсеньйор П'єро Амента (8 вересня 2012); - Найдостойнійший монсеньйор Алехандро В. Бунге (20 квітня 2013) |

| \| - Найдостойнійший монсеньйор Алессандро Перего (Зміцнювач правосуддя) (12 квітня 2008); - Найдостойнійший монсеньйор Набіх Моавад (Ад'юнкт-зміцнювач правосуддя) (25 листопада 2000); - Найдостойнійший монсеньйор Енріко Адріано Роса (Захисник Уз) (19 червня 2008); - Найдостойнійший монсеньйор Франческо Віскоме (Заступник захисника Уз) (30 грудня 2011); - Найдостойнійший монсеньйор Антоніо Бартолаччі (Голова канцелярії); - Найдостойнійший монсеньйор Роберто Голебіовський, (Перший нотарій); - Найдостойнійший монсеньйор Франческо Віскоме, (Другий нотарій). \| 1. 2. 3. 4. 5. 6. 7. 8. 9. 10. 11. - Трибунал Римської Роти [Архівовано 12 вересня 2006 у Wayback Machine.] - Папська Рада з інтерпретації законодавчих текстів [Архівовано 16 березня 2007 у Wayback Machine.] - Giga-Catholic Information [Архівовано 15 січня 2013 у Wayback Machine.] |
| - Найдостойнійший монсеньйор Алессандро Перего (Зміцнювач правосуддя) (12 квітня 2008); - Найдостойнійший монсеньйор Набіх Моавад (Ад'юнкт-зміцнювач правосуддя) (25 листопада 2000); - Найдостойнійший монсеньйор Енріко Адріано Роса (Захисник Уз) (19 червня 2008); - Найдостойнійший монсеньйор Франческо Віскоме (Заступник захисника Уз) (30 грудня 2011); - Найдостойнійший монсеньйор Антоніо Бартолаччі (Голова канцелярії); - Найдостойнійший монсеньйор Роберто Голебіовський, (Перший нотарій); - Найдостойнійший монсеньйор Франческо Віскоме, (Другий нотарій). |